# Rolf Meyer (Regisseur)

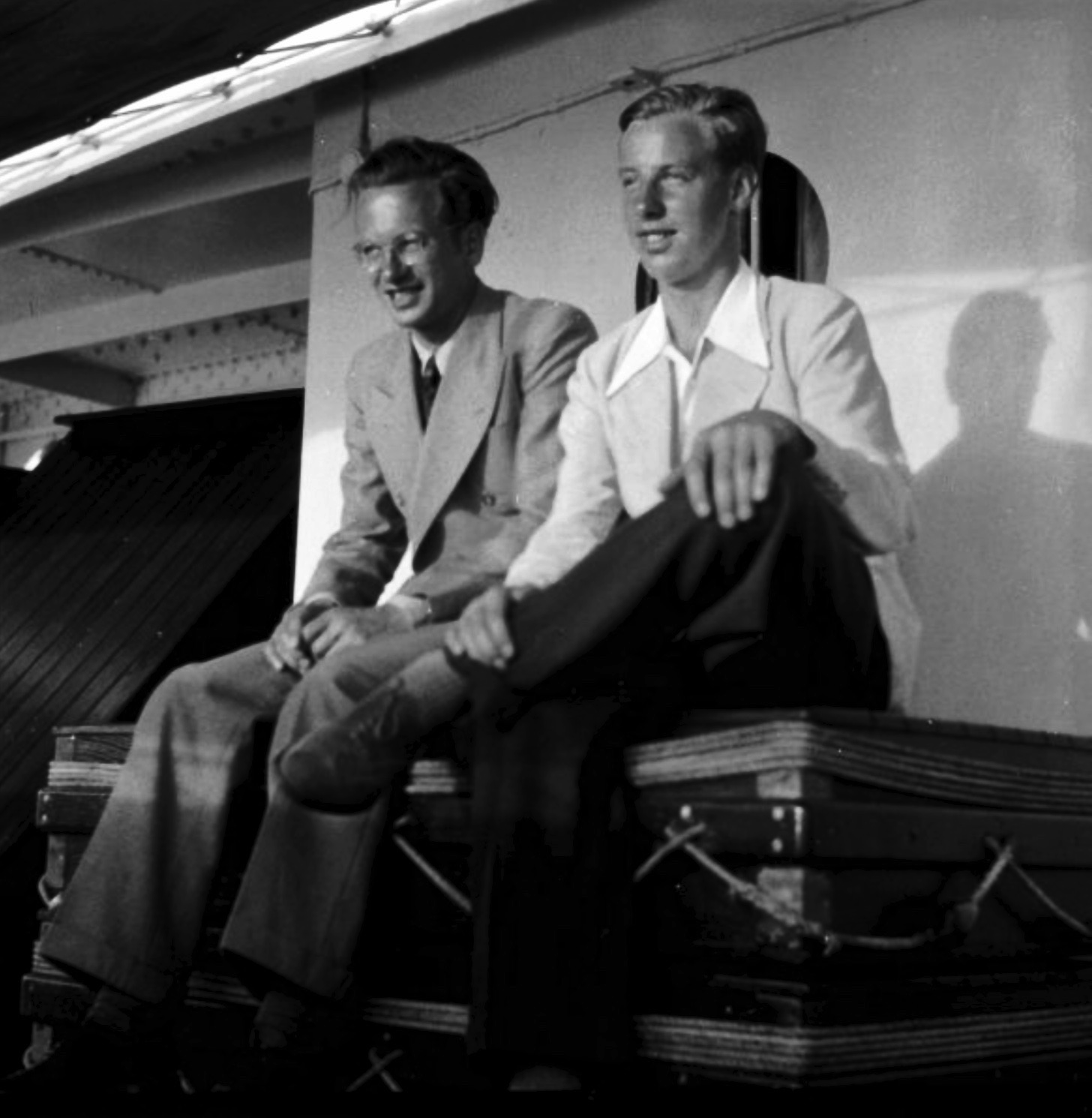
Rolf Meyer (links) mit Arnold Ernst Fanck (rechts), auf der Rückfahrt von den Dreharbeiten zu Ein Robinson – Tagebuch eines Matrosen an Bord des Luxusliners TS Bremen, Frühjahr 1939

Rolf Kurt Werner Otto Meyer (* 12. November 1910 in Suderode; † 3. Februar 1963 in Todtglüsingen) war ein deutscher Drehbuchautor, Filmregisseur und Filmproduzent.

## Leben
Meyer – Sohn eines früh verstorbenen Kapitäns – besuchte vorübergehend eine höhere Schule in Berlin und begann dort eine Ausbildung zum Opernkapellmeister. Seine ersten Kontakte zum Film brachten ihm ein Volontariat als Schnittmeister. Ab 1936 lieferte er zahlreiche Drehbücher, insbesondere für Filmkomödien, die vor allem von der Tobis realisiert wurden. 
1947 gab er sein Regie-Debüt mit Zugvögel und erhielt am 1. April desselben Jahres die britische Lizenz zur Gründung einer Filmproduktionsgesellschaft. In Bendestorf südlich von Hamburg entstand seine Junge Film-Union, deren alleiniger Inhaber er war. Von 1947 bis 1951 produzierte er damit 19 Spielfilme sowie mehrere Kurz- und Dokumentarfilme, mehrmals führte er selbst Regie. 1950 wurde er Vorstandsmitglied des Verbandes Deutscher Filmproduzenten, 1951 Mitglied im Verwaltungsrat der Neuen Deutschen Wochenschau.
Die veränderte wirtschaftliche Situation nach der Währungsreform zwang Meyer, der zudem durch einen schweren Verkehrsunfall im November 1951 gehandicapt war, wegen finanzieller Schwierigkeiten 1952 für seine Firma Konkurs anzumelden. Er gründete zwar zusammen mit Michael Jary bereits Ende 1952 die Nachfolgeorganisation Junge Film-Union GmbH, aus der er jedoch 1954 wegen mangelnder Bürgschafts- und Kreditwürdigkeit ausscheiden musste. 
Rolf Meyer, der mit der Berlinerin Gerty Böttcher verheiratet war, zog sich danach wegen seiner angegriffenen Gesundheit aus dem Filmgeschäft zurück. Meyer starb im Alter von 52 Jahren und wurde auf dem Friedhof von Hittfeld im Landkreis Harburg beerdigt. Der Rolf-Meyer-Weg in Bendestorf unweit der Filmstudios wurde nach ihm benannt.

## Filmografie
- 1936: August der Starke (Drehbuch)
- 1936: Eskapade (Drehbuch)
- 1936: Onkel Bräsig (Co-Drehbuch)
- 1937: Vor Liebe wird gewarnt (Co-Drehbuch)
- 1937: Die göttliche Jette (Co-Drehbuch)
- 1937: Zweimal zwei im Himmelbett (Co-Drehbuch)
- 1938: Diskretion – Ehrensache (Drehbuch)
- 1939: Ein Robinson (Co-Drehbuch)
- 1941/49: Alles aus Liebe (Idee)
- 1943: Das Bad auf der Tenne (Co-Drehbuch, Idee)
- 1943: Fritze Bollmann wollte angeln (Co-Drehbuch)
- 1943/44: Eine kleine Sommermelodie (UA: 1982, Co-Drehbuch)
- 1944: Junge Herzen (Co-Drehbuch)
- 1944/50: Verlobte Leute (Drehbuch)
- 1945: Wir seh’n uns wieder (Co-Drehbuch)
- 1945: Der Scheiterhaufen (Co-Drehbuch)
- 1947: Zugvögel (Regie, Drehbuch)
- 1947: Menschen in Gottes Hand (Regie, Produktion)
- 1947: Kreis-Resident-Officer (Kurz-Dokumentarfilm, Produktion)
- 1948: Wege im Zwielicht (Produktion)
- 1948: Stadtmeier und Landmeier (Kurz-Dokumentarfilm, Produktion)
- 1948: Die Zauberschere (Kurz-Dokumentarfilm, Produktion)
- 1948: Sie sind nicht gemeint (Kurzspielfilm, Produktion)
- 1948: Die Söhne des Herrn Gaspary (Regie, Produktion)
- 1949: Diese Nacht vergess ich nie! (Drehbuch, Produktion)
- 1949: Der Bagnosträfling (Produktion)
- 1949: Das Fräulein und der Vagabund (Co-Drehbuch, Produktion)
- 1950: Dreizehn unter einem Hut (Produktion)
- 1950: Dieser Mann gehört mir (Produktion)
- 1950: Die wunderschöne Galathee (Regie, Produktion)
- 1950: Die Lüge (Produktion)
- 1950: Sächsisches Gold (Kurz-Dokumentarfilm, Produktion)
- 1950: Der Fall Rabanser (Produktion)
- 1950: Melodie des Schicksals (Produktion)
- 1950: Taxi-Kitty (Produktion)
- 1950: Die Sünderin (Produktion)
- 1951: Professor Nachtfalter (Regie, Produktion)
- 1951: Hilfe, ich bin unsichtbar! (Produktion)
- 1951: Sensation in San Remo (Produktion)
- 1951: Düsseldorf – Magnet des Westens (Kurz-Dokumentarfilm, Produktion)
- 1951: Illustrierte (Kurz-Dokumentarfilm, Produktion)
- 1951: Es geschehen noch Wunder (Produktion)
- 1951: Die Csardasfürstin (Produktion)
- 1952: Königin der Arena (Regie, Drehbuch)
- 1956: Das Bad auf der Tenne (Co-Drehbuch)